# Військовий прилад хімічної розвідки
Військовий прилад хімічної розвідки (ВПХР) — прилад, призначений для виявлення й визначення ступеня зараження отруйними й сильнодіючими отруйними речовинами повітря, місцевості, техніки й т.д.

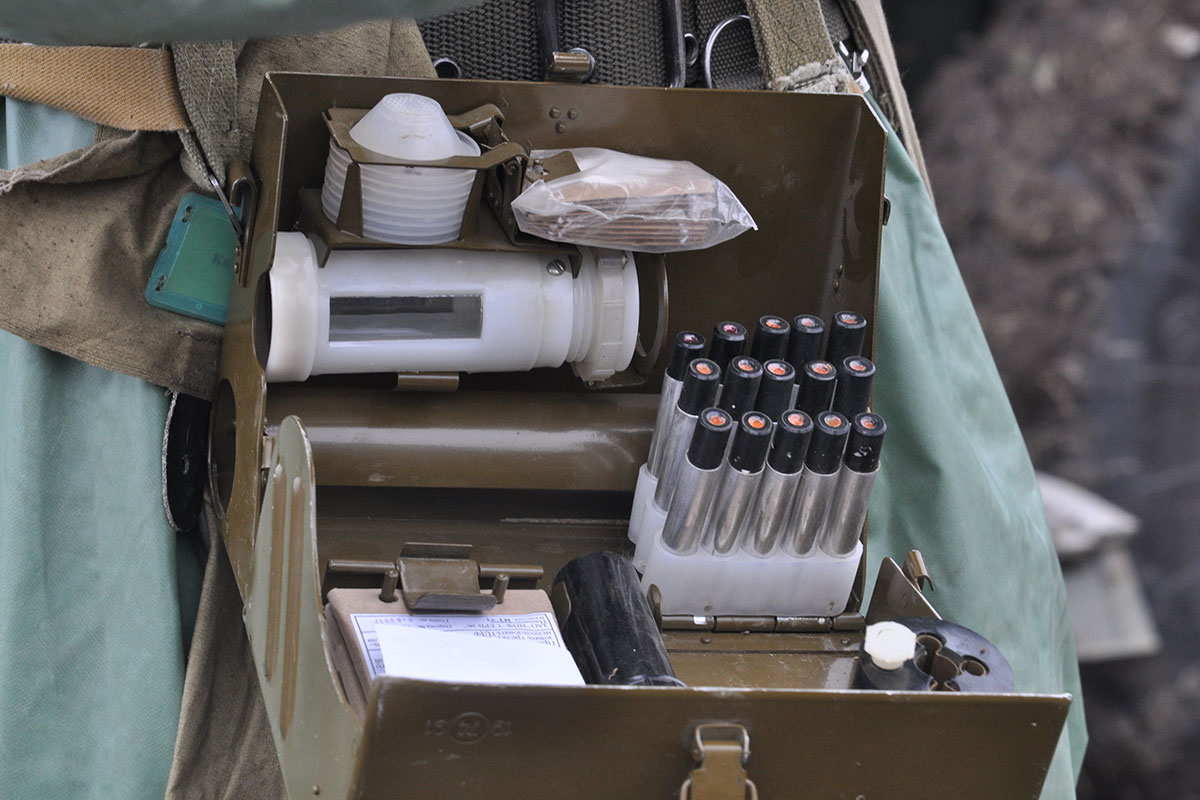
Військовий прилад хімічної розвідки (ВПХР-1)

Принцип виявлення й визначення отруйних речовин даним приладом заснований на лінійно-кольорометричному методі. Залежно від того, який був узятий індикатор та як він змінив колір, визначають тип отруйних речовин та його приблизну концентрацію у повітрі.